# Hegetotheriidae
Gli egetoteriidi (Hegetotheriidae) sono una famiglia di mammiferi notoungulati estinti, appartenenti ai tipoteri. Vissero tra l'Oligocene inferiore e il Pleistocene inferiore (circa 30 - 1,5 milioni di anni fa) e i loro resti fossili sono stati ritrovati in Sudamerica.

## Descrizione
Questi animali dovevano avere l'aspetto e le dimensioni di roditori e lagomorfi; alcune specie assomigliavano ai marà (gen. Dolichotis), altre erano incredibilmente simili alle lepri e ai conigli e, come questi, dovevano essere dotate di grandi orecchie. Possedevano generalmente zampe piuttosto allungate, crani dotati di orbite grandi e incisivi robusti. Rispetto alle altre famiglie di tipoteri, gli egetoteri si caratterizzavano per una forma particolare della struttura uditiva, con la partizione verticale della bolla timpanica tra la cavità timpanica e il sinus ipotimpanico. La crista timpanica era ben sviluppata, e la carotide interna non attraversava la bolla timpanica. Gli incisivi erano molto sviluppati e inseriti obliquamente nella mascella. Sui molari erano presenti due creste che riunivano ectolofo e protolofo.

## Classificazione
La famiglia Hegetotheriidae venne istituita da Florentino Ameghino nel 1894; lo studioso incluse nella famiglia alcune forme di piccoli mammiferi sudamericani come l'eponimo Hegetotherium, Pachyrukhos e Tremacyllus. In seguito a questa famiglia vennero attribuiti numerosi altri generi ben conosciuti, come Propachyrucos, Hemihegetotherium e Paedotherium. La famiglia è distinta in due sottofamiglie: Hegetotheriinae, il cui aspetto ricordava solo vagamente quello degli attuali lagomorfi, e i Pachyrukhinae, che svilupparono una sorprendente convergenza evolutiva con conigli e lepri. La prima sottofamiglia era caratterizzata da una serie dentaria completa, mentre la seconda era costituita da forme con una forte riduzione di incisivi, canini e (a volte) premolari.
Classicamente, la famiglia Hegetotheriidae e quella nota come Archaeohyracidae sono state raggruppate in un sottordine a sé stante, Hegetotheria. Revisioni più recenti hanno determinato che queste due famiglie condividono un'origine in comune con la famiglia più specializzata dei tipoteri, ovvero la famiglia Mesotheriidae; quindi egetoteridi e archeoiracidi farebbero parte di una branca derivata di tipoteri, insieme ai mesoteriidi e ad altre forme come Griphotherion (Cifelli, 1993; Seoane et al., 2017).

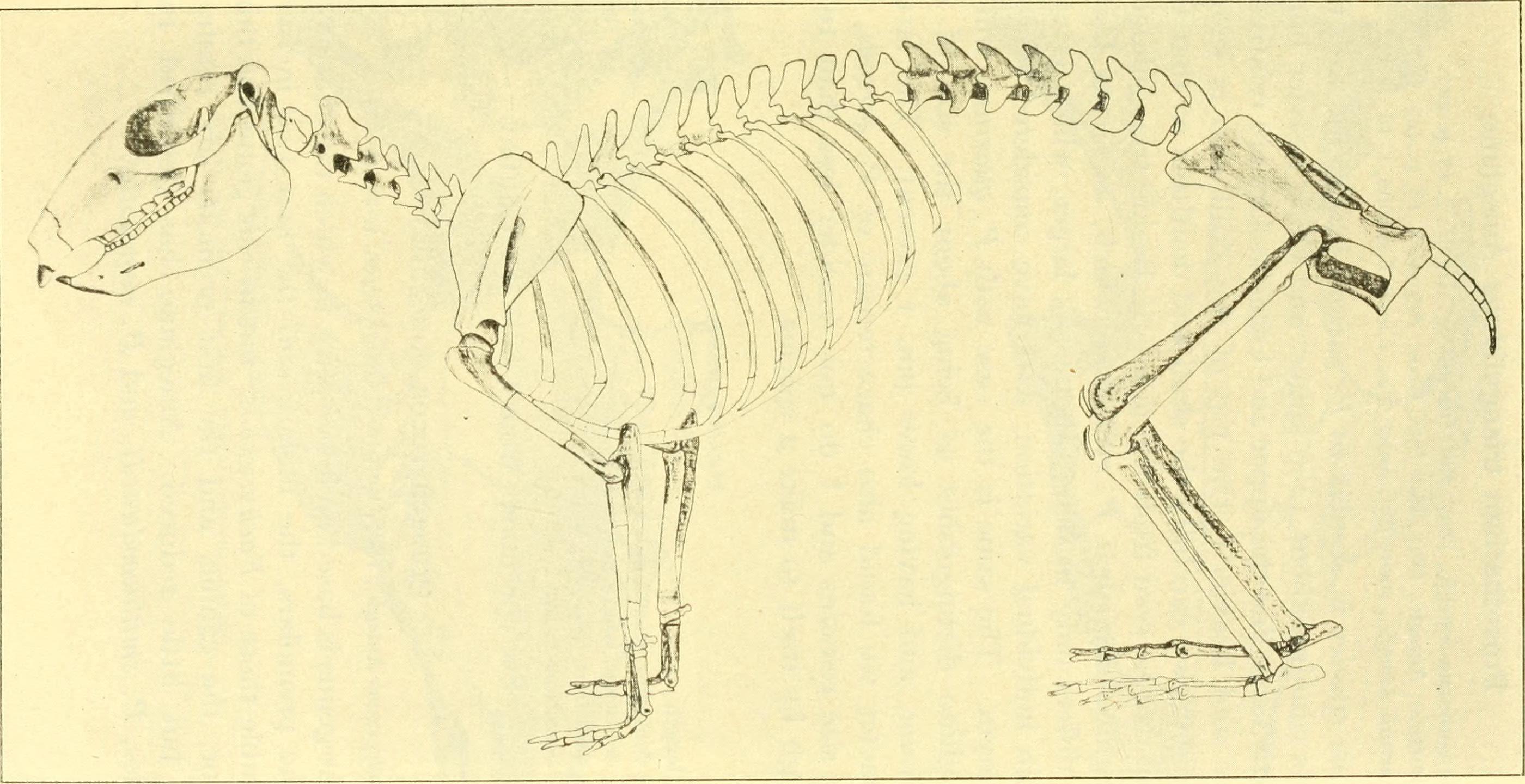
ricostruzione dello scheletro di Prosotherium garzoni

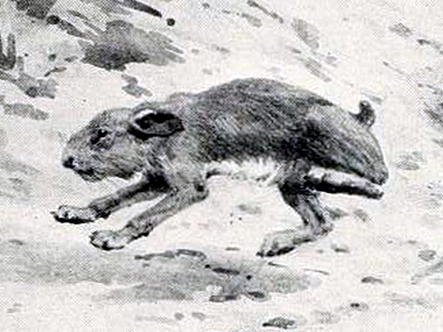
Ricostruzione di Pachyrukhos moyani

Hegetotheriidae
- Hegetotheriopsis
- Hegetotheriinae
  - Ethegotherium
  - Hegetotherium
  - Hemihegetotherium
  - Prohegetotherium
  - Pseudohegetotherium
  - Sallatherium
- Pachyrukhinae
  - Pachyrukhos
  - Paedotherium
  - Propachyrucos
  - Prosotherium
  - Raulringueletia
  - Tremacyllus

## Paleoecologia
Almeno alcuni egetoteriidi (tra cui il genere eponimo Hegetotherium) sembrerebbero aver avuto una dieta molto specializzata a base di larve xilofaghe, stando alle analisi compiute sulla morfologia del cranio (McCoy e Norris, 2012). Altri egetoteri, i pachiruchini, potrebbero essere stati gli equivalenti ecologici di lepri e conigli. Una caratteristica eccezionale nei pachiruchini come Tremacyllus e Paedotherium è la presenza di una vera e propria condizione sciuromorfa nell'apparato masticatore, definita da una porzione anteriore del muscolo massetere proveniente da un'ampia piastra zigomatica che raggiunge il rostro: questa caratteristica è rintracciabile fin dagli egetoteriidi dell'Oligocene. Di conseguenza, questi animali sono il primo caso di mammiferi non roditori a sviluppare una condizione sciuromorfa. Questa morfologia avrebbe permesso loro di esplorare nicchie ecologiche non disponibili per i roditori coesistenti (esclusivamente istricomorfi). Questa acquisizione innovativa sembra essere sincrona nei roditori sciuromorfi e nei pachiruchini, e sembrerebbe essere legata al consumo di cibi duri. Si suppone quindi che l'espansione di alberi di noci e coni durante i principali cambiamenti ambientali nella transizione Eocene-Oligocene sia stato il potenziale innesco di questa convergenza (Ercoli et al., 2019).